# Posto Santo
Posto Santo é uma freguesia do município de Angra do Heroísmo,  com 22,21 km² de área e 1031 habitantes (censo de 2021). A sua densidade populacional é 46,4 hab./km².
Situa-se a cerca de 4 km a norte do centro da cidade de Angra do Heroísmo, na parte sul da ilha Terceira, sendo uma das poucas freguesias açorianas cujo território não confina com a costa da ilha. Localiza-se na encosta das montanhas sobranceiras à cidade de Angra, a uma altitude apreciável, pelo que é sujeita a muitos nevoeiros.
A freguesia foi criada a 15 de setembro de 1980 a partir de território suburbano e rural que integrava a freguesia citadina de Santa Luzia de Angra.

## Geografia

### Território
Confinando com a cidade de Angra do Heroísmo e sem limites naturais definidos, o território da freguesia do Posto Santo tem uma forma irregular, com cerca de 20,4 km² de área, o que corresponde a cerca 8,5 % da superfície concelhia, sendo limitada a sul pela freguesia de Santa Luzia de Angra (de cujo território foi desanexado), a oeste pelas freguesias da Terra Chã e de São Bartolomeu dos Regatos, a norte, ao longo da zona central da ilha, pela freguesia dos Biscoitos (concelho da Praia da Vitória), a nordeste e leste pela freguesia do Porto Judeu e a leste e sueste pelas freguesias citadinas de São Bento de Angra e Conceição. Com a Terra Chã, é uma das duas únicas freguesias do concelho de Angra do Heroísmo que não confrontam com o mar. A altitude máxima (537 m) é registada no vértice geodésico do Pico da Bagacina, no noroeste da freguesia.

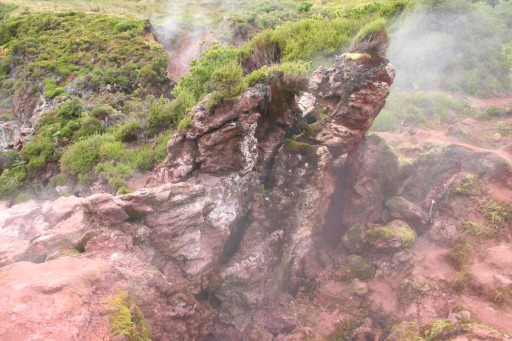
As sulfataras das Furnas do Enxofre.

A forma do território, um grosseiro Y, é parcialmente influenciada pelos limites do extinto concelho de São Sebastião, presentes actualmente no prolongamento para noroeste da freguesia do Porto Judeu. A sua delimitação, fixada pelo artigo 3.º do Decreto Regional n.° 24/80/A, de 15 de Setembro, é a seguinte: (1) norte — linha limite do concelho de Angra, desde a estrada nacional n.º 3-1.ª para os Altares, englobando Maunto, Furnas do Enxofre, até à ribeira do Algar do Carvão, descendo esta ao encontro da estrada nacional n.º 5-2.ª e acompanhando o eixo desta estrada e o ramal da estrada n.º 5-2.ª até depois de passar a estrada para as Furnas do Cabrito; (2) nascente — a partir do ponto atrás descrito do ramal da estrada nacional n.º 5-2.ª, subindo a Serra do Morião à cota 500 m, seguindo sobre esta curva de nível ao centro da nascente da Ribeira dos Moinhos, descendo esta e passando pela Vinha Brava, atravessa a estrada nacional n.º 3-1.ª e caminha paralela pela estrada nacional n.º 2-1.ª, até ao moinho da Casa de Saúde do Espírito Santo; (3) sul — a partir do ponto atrás referido, passando pelos castanheiros do Caminho do Espigão, flecte em linha recta para poente até encontrar o limite da freguesia da Terra Chã na canada das Figueiras Pretas; e (4) poente — a partir do ponto atrás referido, segue a linha limite da freguesia da Terra Chá, passando pela entrada da Canada do Pedregal, aos Covões, englobando a Canada das Roças, Mata do Estado, atravessa o Caminho das Veredas e segue até ao ponto de encontro do limite do concelho de Angra.
O território da freguesia tem uma topografia claramente diferenciada em três zonas distintas:
1. A região sul e sueste da freguesia, entre o limite sul da freguesia e o bordo da Caldeira de Guilherme Moniz, que inclui o Espigão, Posto Santo, Grota do Medo e Breado/Ladeira da Pateira, insere-se no flanco sudoeste do Maciço de Guilherme Moniz, sendo uma área muito acidentada, com forte declive orientado aproximadamente no sentido sul-norte. Esta parte da freguesia está assente sobre os traquibasaltos da formação de Guilherme Moniz, numa paisagem dominada pela doma do Espigão, muito modificada pelo tectonismo e pela erosão, com solos antigos e evoluídos, localmente profundos e de boa valia agrícola, embora actualmente dominados por pastagens semi-permanentes. As cumeeiras e as zonas de maior declive, com solos esqueléticos e largas áreas de afloramento rochoso, são ocupadas por matas de Eucalyptus globulus com sub-bosque de incenso (Pittosporum undulatum) nas altitudes mais baixas e de Cryptomeria japonica nas áreas de maior altitude. A encosta da Serra do Morião ainda apresenta algumas manchas de vegetação natural, dominadas por Erica azorica, embora muito alteradas por sucessivas queimadas e cortes para lenha.
2. O interior da Caldeira de Guilherme Moniz, no extremo nordeste da freguesia, uma vasta área aplainada, ponteada por pequenos cones vulcânicos, correspondente ao fundo da Caldeira de Guilherme Moniz. A parte imediatamente e norte e nordeste da Furna de Água, quase absolutamente plana, corresponde a um vasto lago de lava basáltica extremamente fluida, que se formou aquando da última erupção do Algar do Carvão (há cerca de 2000 anos) a partir do qual se originaram escoadas que atingiram as costas sul (na Serretinha) e norte da ilha (na Canada das Vinhas, Lajes). Sobre as escoadas os solos são praticamente inexistentes, mas sobre os cones vulcânicos e na sua periferia existem solo relativamente profundos, embora sujeitos a encharcamento devido à formação de um horizonte plácico impermeável. A zona, onde já existiu uma grande plantação de espadana, suporta uma mistura de matos naturais de Erica azorica e pastagens semi-naturais utilizadas para pastoreio de gado bravo. O bordo interno da caldeira é uma falésia vertical com largos troços onde estão expostos grandes prismas resultantes da disjunção prismática de uma poderosa massa traquibasáltica;
3. O planalto do Pico da Bagacina, no noroeste da freguesia, nas imediações do Pico da Bagacina, aplainado, e já inserido na zona basáltica proveniente das erupções fissurais da região central da ilha, é caracterizado por formações de biscoito muito irregular, com múltiplas estruturas de abatimento que formam pequenos vales irregulares. O solo é pobre, muito poroso, e por isso desprovido de quaisquer linhas de água funcionais, com valia agronómica baixa, ocupado por pastagens pobres, semi-naturais, tradicionalmente utilizadas para a criação de gado bravo para toiros de lide.

O território da freguesia é drenado por uma rede hidrográfica incipiente, devido à prevalência de solos e formações geológicas muito permeáveis, embora localmente existam algumas ribeiras bem estruturadas, como a Ribeira do Cabrito, a Grota do Medo e a Ribeira dos Moinhos. No entanto, sob a Caldeira Guilherme Moniz existe o maior e mais produtivo aquífero da ilha Terceira, que alimenta numerosas nascentes captadas para abastecimento de Angra do Heroísmo e de parte importante das freguesias do concelho da Praia da Vitória (toda a costa sueste do concelho). O lago de lava que preencheu o funda da Caldeira Guilherme Moniz, provavelmente enchendo uma grande lagoa ali existente há cerca de dois milénios, constitui agora um grande e produtivo aquífero que alimenta as nascentes da Furna de Água e do Cabrito, captadas para abastecimento público e para produção hidroeléctrica. A água que se infiltra mais profundamente origina as grandes nascentes da Nasce Água, na base da Serra do Morião. Outras grandes nascentes surgem no flanco sudoeste do maciço, no lugar da Fonte da Telha e do vale da Canada de Santo António, as quais estão na génese da povoação do Posto Santo, e provavelmente na raiz do topónimo.
O Posto Santo oferece uma grande variedade de paisagens e inclui no seu território algumas das mais importantes áreas para conservação da natureza na Terceira. Destaca-se a vista panorâmica sobre a cidade de Angra do Heroísmo e arredores, sobretudo do Miradouro do Terreiro dos Paços (Serra de Morião), e o enquadramento da Serra do Morião, verdadeiro pano de fundo da cidade de Angra. O campo fumarólico das Furnas do Enxofre, uma sulfatara situada na parte noroeste da freguesia, tem o estatuto de Monumento Natural Regional e uma parte importante do território da freguesia integra a Rede Natura 2000, constituindo parte da zona especial de conservação da Serra de Santa Bárbara e Pico Alto, parte do Parque Natural da Terceira.

### Estrutura urbana
Posto Santo constitui a freguesia mais recente do concelho de Angra do Heroísmo, criada em 1980 por desanexação da freguesia de Santa Luzia. Apesar disso, o seu povoamento é antigo, provavelmente das primeiras décadas do século XVI, pelo que a estrutura urbana se mostra bem consolidado, seguindo o padrão típico das zonas rurais terceirenses, com uma estrutura linear, antiga e estabilizada, em torno do antigo caminho que subindo de Angra pelo Espigão, se prolongava pela Canada de Santo António até às nascentes da Fonte da Telha. A partir desse eixo surgem algumas canadas, vias secundárias de povoamento, mas de pouca expressão. Um segundo eixo de povoamento, inicialmente independente do Posto Santo e polarizado sobre a Vinha Brava e a freguesia da Conceição de Angra, surgiu na Ladeira da Pateira e Grota do Medo, ao longo da estrada que liga Angra do Heroísmo aos Altares e Biscoitos, no norte da ilha. A interligação entre os dois agregados apenas surgiu com a abertura, recente, da Canada Nova (daí o topónimo) ligando a Grota do Medo à igreja. Dessa estrutura resultam os seguintes núcleos:
- Espigão – um núcleo antigo da freguesia, desenvolvendo-se linearmente ao longo do antigo caminho que subindo pela Miragaia ligava o centro de Angra ao Posto Santo. Este núcleo, comm marcado carácter suburbano e parcialmente polarizado sobre Santa Luzia, tem vida comunitária própria, com o respectivo Império do Espírito Santo do Espigão.
- Posto Santo – o núcleo mais antigo e central da freguesia, desenvolvendo-se linearmente ao longo do antigo caminho que liga o Espigão à Fonte da Telha, prolongando-se para oeste ao longo do Caminho do Posto Santo, via que liga o Posto Santo à Terra Chã e daí para o sudoeste da ilha. No centro deste núcleo está a Igreja Paroquial de Nossa Senhora da Penha de França, a sede da junta de freguesia e a escola, funcionando assim como centro cívico de toda a freguesia. Alguns edifícios antigos, incluindo a Ermida de Nossa Senhora da Penha, antiga sede do curato, atestam a antiguidade e centralidade do lugar. O prolongamento para norte, em direcção à Fonte da Telha, é testemunho da importância que aquelas nascentes tiveram no povoamento do sudoeste terceirense.
- Grota do Medo – núcleo que se desenvolveu como estrutura de povoamento periférica da freguesia, ao longo do antigo caminho que vindo de São João de Deus, pelo Cano Real, ligava Angra ao norte da ilha. Com a transformação desse caminho na actual Estrada Regional n.º 3 (Angra - Altares e Biscoitos), o povoado desenvolveu-se linearmente, incluindo actualmente a Ladeira da Pateira, a Canada do Breado e a Grota do Medo, sendo na sua zona mais baixa, mercê da construção do novo Hospital da Terceira, uma zona de potencial expansão urbana. A comunidade, particularmente a da Grota do Medo, tem vida comunitária própria, com império do Divino Espírito Santo e, até 1999, escola própria, na Vinha Brava.

## Demografia
A população registada nos censos foi:
| Distribuição da População por Grupos Etários | Distribuição da População por Grupos Etários | Distribuição da População por Grupos Etários | Distribuição da População por Grupos Etários | Distribuição da População por Grupos Etários |
| -------------------------------------------- | -------------------------------------------- | -------------------------------------------- | -------------------------------------------- | -------------------------------------------- |
| Ano                                          | 0-14 Anos                                    | 15-24 Anos                                   | 25-64 Anos                                   | > 65 Anos                                    |
| 2001                                         | 252                                          | 130                                          | 492                                          | 93                                           |
| 2011                                         | 195                                          | 162                                          | 578                                          | 113                                          |
| 2021                                         | 157                                          | 128                                          | 615                                          | 131                                          |

A evolução demográfica da freguesia do Posto Santo, como aliás foi a norma na generalidade dos povoados da ilha Terceira, foi marcada pela emigração, primeiro para o Brasil, depois para os Estados Unidos e finalmente para o Canadá, e pelas consequências do terramoto de 1 de Janeiro de 1980, que causou grandes danos na localidade. A posição suburbana da freguesia, inserida na periferia da cidade de Angra do Heroísmo, levou à estabilização da população e mesmo a um modesto crescimento, que parece sustentado na construção de novas habitações.

### Economia
Próxima da cidade e situada numa zona de terreno montanhoso e comparativamente pobre, em boa parte de biscoito, num território dominado por grandes propriedades pertencentes à aristocracia angrense, a economia do Posto Santo, sempre assentou em três vectores, os quais se foram alternando em predominância ao longo dos tempos:
- O cultivo das terras, em particular de pomares, e a actividade florestal, com o fornecimento de lenhas e madeiras à cidade;
- O pastoreio do gado bravo e de ovinos e caprinos nos terrenos de maior altitude do interior de ilha;
- Os serviços, primeiro como quinteiros e criadagem das famílias da aristocracia e burguesia angrenses, nas suas residências citadinas e nos grandes latifúndios que ocupam a quase totalidade do leste e nordeste da freguesia , actividades que nas últimas décadas, de forma crescente, foram substituídas pelo emprego no sector terciário da economia, fazendo da freguesia um dos dormitórios da cidade de Angra do Heroísmo.

O fornecimento de lenhas e madeiras, a partir das matas da freguesia e dos matos do interior da ilha, foi uma importante atividade económica na freguesia até ao último quartel do século XX, complementada com a serração de madeiras, e com os pomares que existiram na zona mais central, e abrigada, da freguesia. A produção de castanha teve importância na freguesia, a qual rivalizava com a vizinha Terra Chã na qualidade e quantidade de frutos produzidos.
A outra importante área de atividade do Posto Santo, foi a criação de gado-bravo. Nas zonas mais altas da freguesia, na Caldeira de Guilherme Moniz e nas imediações do Pico da Bagacina, desenvolveu-se um lucrativo negócio de ganadaria, pertencente a algumas famílias terratenentes angrenses, que teve como pastores, isto é como trabalhadores e como manobradores da corrida nas toiradas-à-corda, homens contratados no Posto Santo.
Na atualidade, a agricultura, o pequeno comércio, a panificação, a serração de madeira, a fruticultura e ainda a construção civil são as principais atividades económicas locais. A economia do Posto Santo é dominada de forma esmagadora pelo trabalho assalariado na zona urbana de Angra do Heroísmo, estando esbatido o carácter rural que caracterizava a freguesia, embora as grandes explorações agro-pecuárias existentes na freguesia continuem a empregar alguns trabalhadores locais.

## História
Embora a tradição popular aponte como origem do topónimo Posto Santo um surto de peste que alastrou por toda a ilha Terceira nos anos de 1599 e 1600, que apesar de ter matado milhares de pessoas na ilha poupou os residentes na parte alta da paróquia de Santa Luzia, os testemunhos documentais existentes provam que o nome é bem mais antigo, já que escrevendo muito antes daquela data, Gaspar Frutuoso afirma:
Onde se chama o Posto Santo, no cimo deste biscoitos, está, entre outras, uma fonte de tanta água que faz uma ribeira grande, que corre pelos vales abaixo, com cuja água se provêem todas as quintas, que por ali há muitas, recreação de Verão e pomares de todas as frutas e muitas e ricas colmeias, e é tão aprazível ponto que junto desta fonte fez um genovês, chamado Lopalma, uma formosa quinta, plantada de pomares e vinhas, e junto das casas passa o mesmo ribeiro da mesma fonte..
Por seu lado, o padre António Cordeiro descreve assim o Posto Santo, a que também chama Porto Santo:
Além destes três caminhos que saem da porta de Santa Catarina, e da cidade, vai mais pelo norte, de cima, subindo brandamente, outra estrada até ao tracto que chamam o Posto Santo, ou Porto Santo, aonde está uma povoação de tão sadios ares, tão nobres casarias, ermidas e quintas tão recreativas e frutíferas, e mais para cima delas a quinta das férias do Colégio da Companhia, que com razão se chama Posto, ou Porto Santo, porque dali tanta e tão excelente água sai, e de beber, que aproveitando-se todos dela, corre ainda copiosa a uma valente légua para sul, e do meio da légua que vai do Monte Brasil a São Mateus, e da saída da cidade para o tal Posto Santo, afirma Frutuoso que não havia dia que por ela não passassem mais de mil pessoas para quintas, e parecia uma das ruas principais de Lisboa. E alguém dirá que em o tal Posto Santo, e em alguma ermida dele deve instituir-se igreja paroquial, e seu vigário ou cura, pois tem muitos moradores e lavradores contínuos e muito distantes os sacramentos da cidade..
Assim, a origem do topónimo data pelo menos do início do século XVI, sendo com toda a probabilidade contemporânea do povoamento do sudoeste da ilha e estará ligada à abundância de águas no vale da Fonte da Telha, um recurso precioso para todo o território que vai da Silveira até às Cinco Ribeiras, onde as águas nativas eram quase inexistentes e cujo povoamento dependeu do abastecimento a partir dali e das cisternas que foram sendo depois construídas.

### Povoamento
A construção das primeiras habitações no Posto Santo é muito antiga, em particular ao longo da atual Canada de Santo António e nas margens do ribeiro a jusante da Fonte da Telha. Sendo a falta de água uma das principais limitações ao povoamento, a existência de fartas nascentes naquele vale certamente foi um grande incentivo à sua habitação. Contudo, o isolamento e a altitude, com os seus nevoeiros e excessiva humidade, limitaram o crescimento populacional, a que se juntou a comparativa pobreza dos solos e a questão da propriedade, já que a proximidade da cidade exigia vasto suprimento de lenhas e toda a apropriação de terras tendia a beneficiar exclusivamente a aristocracia angrense.
A frescura dos ares durante o Estio e a fama de lugar sadio, fez do Porto Santo lugar de veraneio de alguma aristocracia e burguesia angrense, com destaque para os padres da Companhia de Jesus que ali adquiriram uma quinta, que manteriam na sua posse até à sua expulsão da Terceira em 1760, sendo depois a casa vendida em hasta pública.
Aquela quinta, denominada de Santo António das Almas, orago da ermida ali existente, foi inicialmente erigida pelo licenciado António Gomes Paz, que fundou a ermida nos primeiros anos do segundo quartel do século XVII. Depois de adquirida pela Companhia de Jesus foi substancialmente alargada, adquirindo o ar senhorial que atualmente ostenta. O tanque é datado de 1685, provavelmente o ano em que os jesuítas ali fizeram obras.
Nesse contexto, o crescimento populacional tendeu a estagnar, ficando a zona, muito à semelhança do que ocorreu na vizinha Terra Chã, limitada a hinterland rural da cidade, fornecedor de lenhas, frutas e vegetais, caindo na dependência da paróquia de Santa Luzia logo que esta foi criada em 23 de Maio de 1595. Assim se manteve até meados do século XIX, quando foi elevada a curato, só se autonomizando em 1980.

### Elevação a curato

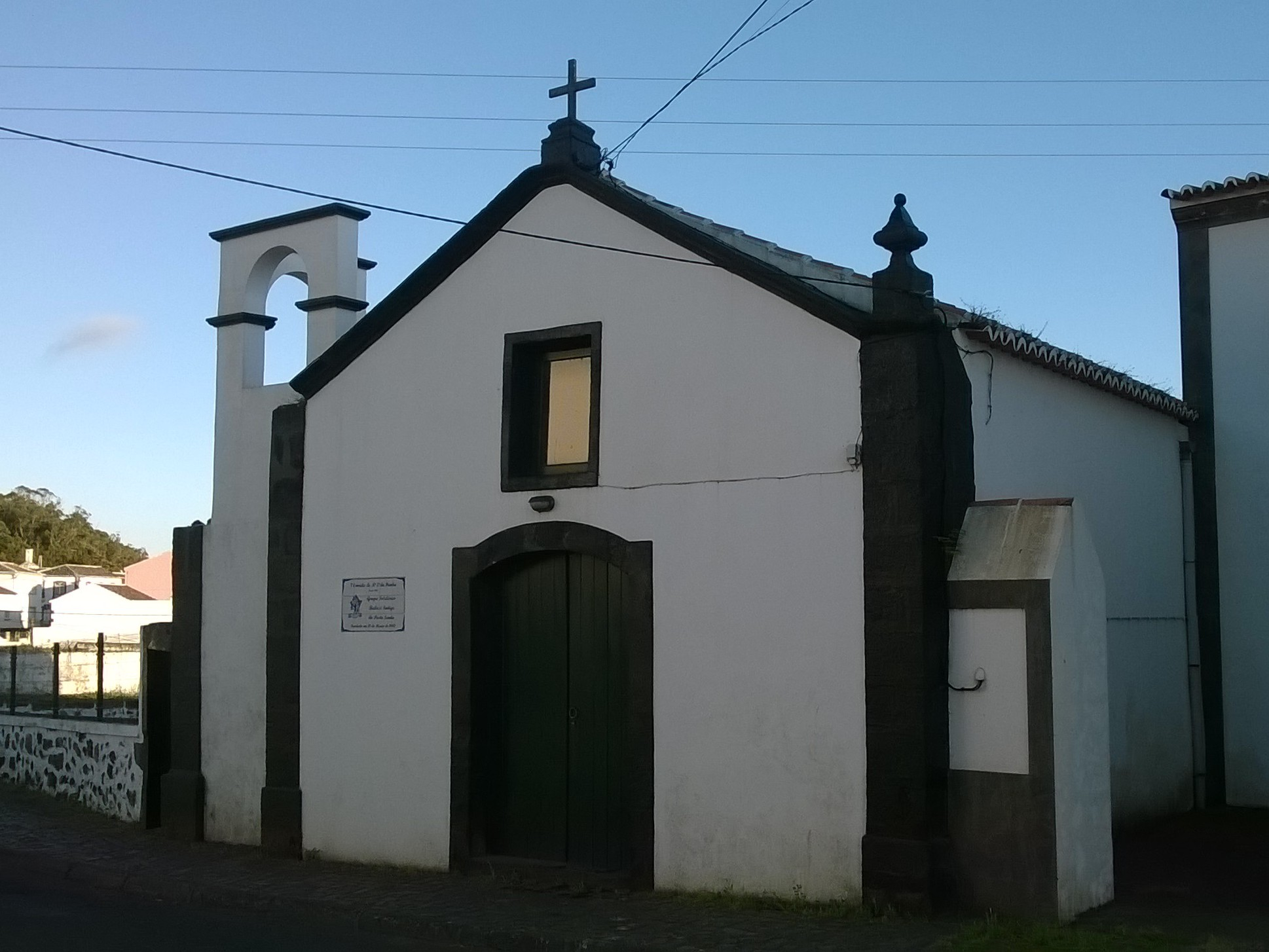
Ermida de N. Sra. da Penha (séc. XVII), freguesia de Posto Santo.

O lugar do Posto Santo foi elevado a curato em meados do século XIX, já que ainda em 1842 a Junta Geral do Distrito de Angra do Heroísmo inclui o Posto Santo nos lugares para os quais solicita ao governo a criação de um curato, e Jerónimo Emiliano de Andrade, escrevendo em 1843, referindo-se ao cura de Santa Luzia, informa que na Ermida de Nossa Senhora da Penha é "onde o cura paroquial é obrigado a celebrar Missa nos dias de preceito". Contudo, o ano de 1716 é frequentemente apontada como sendo o da elevação a curato, informação que se baseia numa afirmação de Alfredo da Silva Sampaio, incluída na sua Memória sobre a ilha Terceira, mas que nenhuma fonte conhecida confirma, antes é negada pelo requerimento da Junta Geral atrás referido.

### Infraestruturas

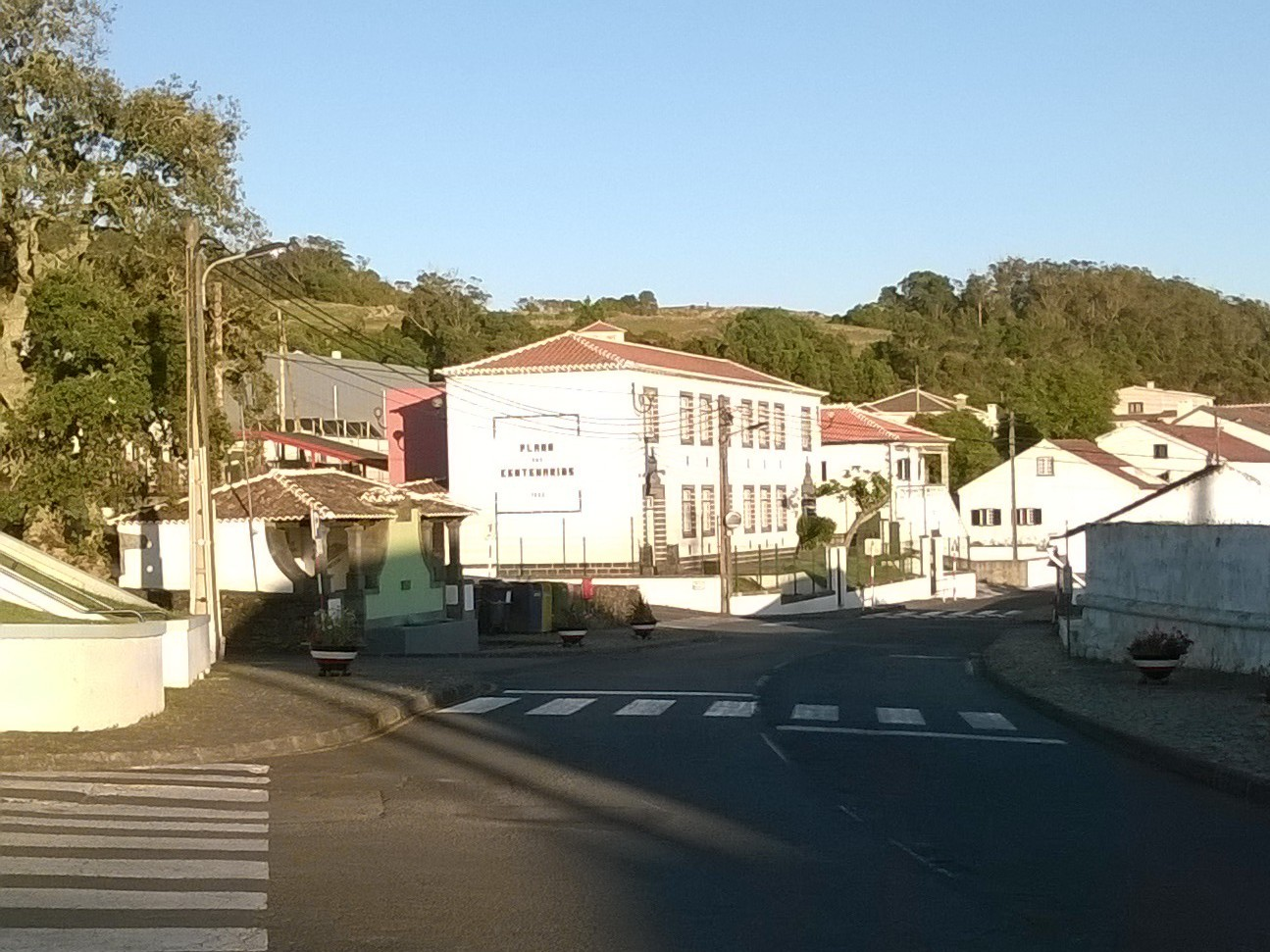
Antiga escola pública integrante do "Plano dos Centenários", Posto Santo.

A construção de infra-estruturas públicas foi lenta no Posto Santo e concentrou-se essencialmente no século XX. Para além dos caminhos, que apenas foram pavimentados na década de 1960, a primeira infra-estrutura construída foi a Ermida de Nossa Senhora da Penha, mandada edificar a partir da última década do século XVII pela família Merens de Távora. Aquela ermida já existia em 1714 quando o padre António Cordeiro escreveu a sua História Insulana e foi em torno dela que se desenvolveu a vida religiosa do lugar, passando em meados do século XIX a sede do curato.
O culto desenvolveu-se naquela ermida até à construção da atual igreja paroquial da mesma invocação. Embora no frontespício da igreja esteja inscrita a data de 1910, ano em que se iniciou o processo que levaria à construção,  a primeira pedra foi lançada a 18 de Junho de 1911, tendo a falta de fundos e as dificuldades políticas resultantes da implantação da República Portuguesa feito arrastar os trabalhos por longos anos. A bênção do templo apenas ocorreu a 8 de Maio de 1924, estando contudo o templo ainda incompleto. A talha do retábulo, em estilo barroco do século XVI, veio da Igreja Matriz da Vila de São Sebastião.
inaugurada a igreja, o passo seguinte foi o cemitério, inaugurado a 12 de Maio de 1927 e nesse dia benzido pelo bispo D. António de Castro Meireles, que recebeu então a designação de Cemitério de Santo António, já que Santo António de Lisboa é o principal santo de devoção da paróquia, sendo as festas de Santo António as verdadeiras festas da freguesia, apesar de não ser o seu orago oficial. Esta ligação a Santo António provavelmente vem da antiga Ermida de Santo António das Almas, na quinta dos jesuítas, seguramente o primeiro centro de culto do lugar, erigida por volta de 1627, mais de meio século antes da Ermida de Nossa Senhora da Penha, antecessora da atual paroquial. A capela do cemitério foi inaugurada a 22 de Janeiro de 1958.
A rede elétrica do Posto Santo foi inaugurada a 4 de abril de 1931, sendo uma das primeiras zonas rurais da ilha a receber tal infra-estrutura, mas não cobria todo o povoado, ficando de fora até à década de 1970 algumas das canadas.
Durante a Segunda Guerra Mundial instalou-se no Posto Santo o comando do 1.º batalhão do Regimento de Infantaria n.º 17, tendo a Ermida de Nossa Senhora da Penha, então ainda propriedade particular da família Borges Teixeira, servido de armazém de material militar.
Apesar de nos finais do século XIX ter existido no Posto Santo um posto escolar com regente, só a 21 de Outubro de 1940 foram cridos lugares do ensino primário no Posto Santo, que funcionaram em casas particulares. O edifício escolar, construído pela Junta Geral do Distrito Autónomo de Angra do Heroísmo no âmbito do Plano dos Centenários, foi inaugurado a 22 de Maio de 1960. Mais tarde, na década de 1960, foi construído edifício escolar de uma só sala no extremo da freguesia, junto à Vinha Brava, entretanto já desativado. Com a criação de um jardim-de-infância na freguesia, este passou a funcionar numa sala cedida, só se juntando à escola em 2004, ano que o edifício de 1960 foi totalmente remodelado e ampliado.

### Elevação a freguesia
O lugar do Posto Santo foi elevada à categoria de freguesia em 15 de setembro de 1980, pelo Decreto Regional n.° 24/80/A, de 15 de Setembro, no mesmo ano do grande terramoto que afetou a ilha Terceira. Os limites da freguesia são fixados pelo artigo 3.º daquele diploma.
A 1 de Março de 1981 foi constituída a comissão instaladora da nova freguesia, composta pelos seguintes elementos: Jacinto Machado Neto, Adalberto Guilherme, João Coelho Lourenço António Fernando Câmara e Alberto Leonardo, sendo Rui Mesquita então Presidente da Câmara. No dia 12 de Julho de 1981 realizaram-se as primeiras eleições autárquicas, sendo eleito como Presidente da Junta de Freguesia Jacinto Machado Neto que exerceu o cargo até falecer durante três mandatos e meio. Foi substituído, aquando do seu falecimento, por João Coelho Lourenço que terminou o mandato. A sede da junta de freguesia foi inaugurada em Março de 1989.

### Cronologia
- 1888 – Fundação do Império do Espírito Santo do Posto Santo,
- 1954 – Fundação do Império do Espírito Santo do Espigão,
- 1960 – Fundação do Império do Espírito Santo da Grota do Medo,
- 1980 – 15 de Setembro – Elevação a freguesia do lugar do Posto Santo,

## Instituições da freguesia
- Junta de Freguesia, onde funciona um posto da RIAC;
- Paróquia católica de Nossa Senhora da Penha;
- Irmandade do Divino Espírito Santo do Espigão;
- Irmandade do Divino Espírito Santo do Posto Santo;
- Irmandade do Divino Espírito Santo da Grota do Medo;
- Clube Desportivo do Posto Santo, uma agremiação desportiva de futsal;
- Grupo de Baile à Antiga do Posto Santo, um grupo folclórico;
- Postosantense Futebol Clube;
- Centro de Convívio de Idosos;
- Agrupamento n.º 466 do Corpo Nacional de Escutas (escuteiros).

## Personalidades ligadas à freguesia
- José Vieira Alvernaz, cura do Posto Santo em 1926;
- João Paulino de Azevedo e Castro, que viveu na Canada do Breado, proprietário do imóvel onde se situa a Ermida de Nossa Senhora de Lurdes;
- Frutuoso José Ribeiro, que plantou um grande pinhal na Pateira, que produziu em cinquenta anos árvores sobre as quais Luís Meireles do Canto e Castro, na sua Memória sobre as ilhas dos Açores, afirma que temos visto cortar alguns pinheiros que podiam servir de mastros para navios.

## Bens classificados como património cultural
Nos termos do Decreto Legislativo Regional n.º 29/2004/A, de 24 de Agosto, que estabelece o regime jurídico relativo à inventariação, classificação, protecção e valorização dos bens culturais móveis e imóveis, incluindo os jardins históricos, os exemplares arbóreos notáveis e as instalações tecnológicas e industriais, estão incluídos na lista do património classificado dos Açores os seguintes bens:
- Exemplar de eucalipto da espécie Eucalyptus robusta Sm., na Mata das Veredas, árvore classificada como de interesse municipal por despacho publicado no Diário do Governo n.º 130, II Série, de 3 de Junho de 1967, conjugado com a alínea a) do artigo 59.º do Decreto Legislativo Regional n.º 29/2004/A, de 24 de Agosto;

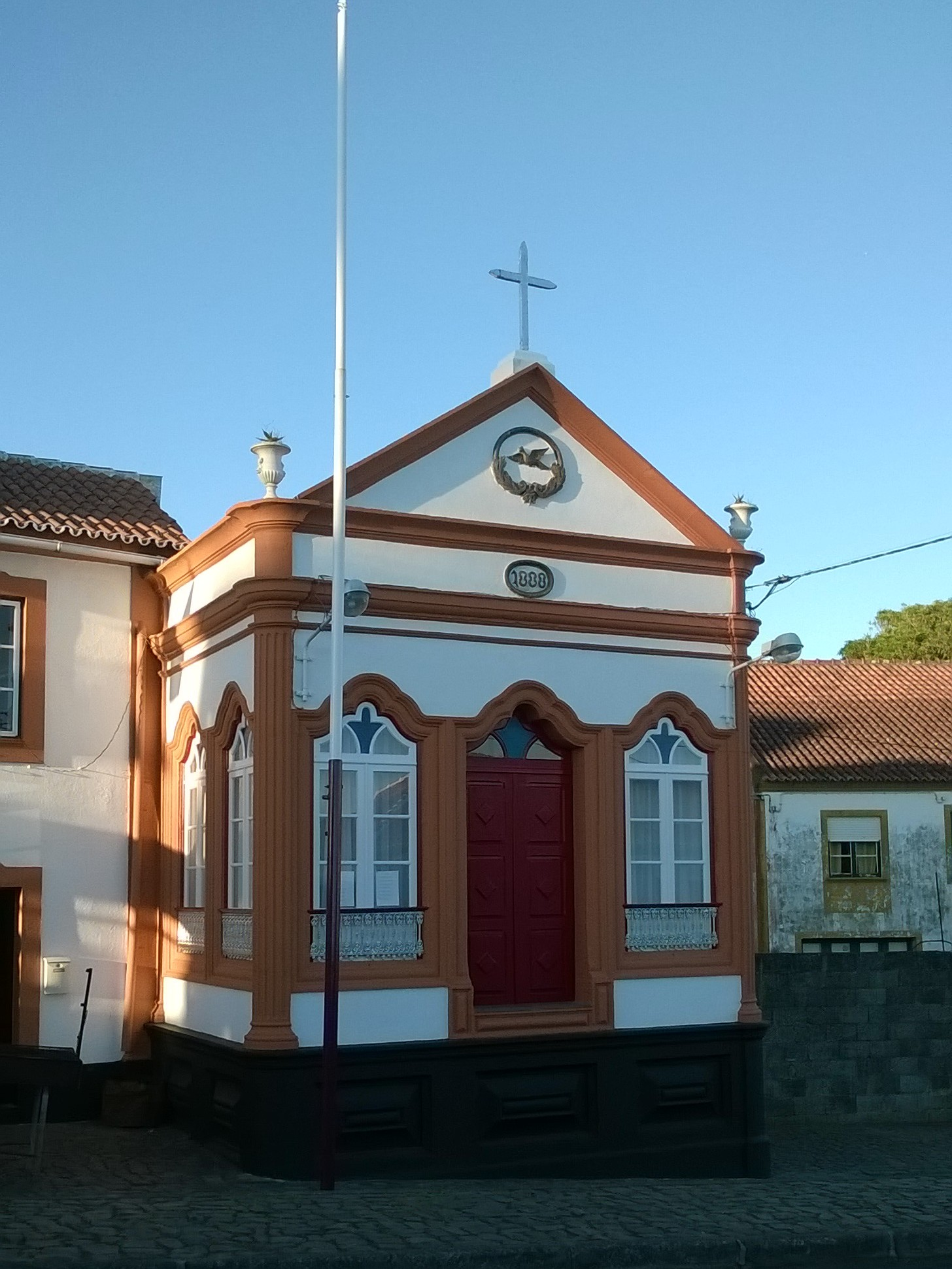
Império do Espírito Santo do Posto Santo

- Exemplar de sobreiro (Quercus suber L.), sito no Largo da Igreja, árvore classificada como de interesse municipal pelo Decreto Legislativo Regional n.º 7/85/A, de 29 de Maio, conjugado com a alínea b) do artigo 59.º do Decreto Legislativo Regional n.º 29/2004/A, de 24 de Agosto.

## Património construído
- Império do Espírito Santo do Posto Santo
- Império do Espírito Santo do Espigão
- Império do Espírito Santo da Grota do Medo
- Capela da Virgem de Lourdes do século XIX
- Capela de Nossa Senhora da Conceição do século XIX
- Capela de São Judas Tadeu do século XIX
- Escola Primária de Posto Santo / Escola Básica do 1.º Ciclo de Posto Santo[22]

## Património natural
- Furna de Água.
- Serra do Morião ou da Nasce Água.